# Philippe Boisse
Philippe Boisse (Neuilly-sur-Seine, 18 de março de 1955) é um esgrimista francês, campeão olímpico.
Philippe Boisse representou seu país nos Jogos Olímpicos de Verão de 1976 a 1984. Conseguiu a medalha de ouro na espada por equipe em 1980, e na espada individual em 1984